# Bohuslavice nad Vláří
Bohuslavice nad Vláří, bis 1960 Bohuslavice, (deutsch Bohuslawitz, 1939–1945 Bohuslawitz am Wlarapaß) ist eine Gemeinde in Tschechien. Sie liegt vier Kilometer östlich von Slavičín und gehört zum Okres Zlín.

## Geographie
Bohuslavice nad Vláří befindet sich im Norden der Weißen Karpaten auf dem Gebiet des Naturparks CHKO Bílé Karpaty. Das Dorf liegt unterhalb der Einmündung der Říka beiderseits des Flüsschens Vlára. Nördlich erhebt sich die Trojková (404 m), im Nordosten der Rubanisko (501 m), östlich die Stupně (490 m), im Süden die Vrchy (461 m) sowie westlich die Kopanka (418 m). Durch die Gemeinde verläuft entlang der Vlára die Wlarabahn, die Bahnstation Bohuslavice nad Vláří befindet sich 500 m nördlich des Ortes. Gegen Nordwesten befindet sich ein Militärgelände.
Nachbarorte sind U Vaculíků, Krátké und Vrbětice im Norden, Laz, Vaňatka und Hložec im Nordosten, Hlavičkovi und Brumov im Osten, Popov, Štítná nad Vláří und Jestřabí im Südosten, Rokytenka und Rokytnice im Süden, Hrádek na Vlárské dráze im Südwesten, Divnice im Westen sowie Lipová im Nordwesten.

## Geschichte
Archäologische Funde in der Flur Vyšehrad belegen eine Besiedlung während der Urnenfelderkultur. Auf dem Vyšehrad soll in alter Zeit eine Feste gestanden sein, die einem Edelmann Bohuslav gehört haben soll, von dem das Dorf auch seinen Namen erhielt.
Die erste schriftliche Erwähnung des zur Herrschaft Světlov gehörigen Dorfes Bohuslawicz erfolgte 1365, als Aleš von Sternberg den Ort an seinen Lehnsmann Pešek von Zákřovice verkaufte. Im Jahre 1371 kaufte Bušek von Drahanovice das Dorf, nachfolgender Besitzer war ab 1385 Oldřich von Drahanovice. 1398 erwarb Bušek von Vlachovice das halbe Dorf, die andere Hälfte gehörte Jan von Drahanovice. Nachdem Bušek von Vlachovice 1416 auch Besitzer der anderen Hälfte geworden war, gehörte Bohuslawicz bis 1549 zur Herrschaft Vlachovice. Von Jiřík Vlachovský von Vlachovice erwarb 1549 Wenzel d. J. Podstatzky von Prusinowitz Bohuslawicz. Den Podstatzky von Prusinowitz folgten ab 1566 Damián Benjamin Aranyany und Ferenc Jakusič von Orbová und Vršatec als Besitzer. 1575 kaufte Zdeněk Kavka Říčanský eine Hälfte von Bohuslawicz und schlug diese seiner Herrschaft Brumov zu. Von den Říčanský von Říčany erwarb 1604 Paul Apponyi de Nagy-Appony den Brumover Anteil, 1626 kauften Nikolaus und Esther Forgács diesen Teil von den Apponyi. Im selben Jahre fiel der Dorota Jakusič von Orbová und Vršatec gehörige andere Teil ihren Söhnen Peter und Gabriel Serényi von Kis-Serény zu. 1659 erwarb Judith Eleonore Forgács auch den Anteil der Grafen Serényi, so dass Bohuslawicz seither gänzlich der Herrschaft Brumov untertänig wurde. 1663 wurde das Dorf beim Einfall der Türken zerstört. Ab 1674 besaßen Johann Gabriel von Selb die Herrschaft Brumov. Nachfolgende Besitzer waren zwischen 1729 und 1835 die Grafen Illyesházy, danach Georg Simon von Sina. Im Jahre 1758 bestanden in dem Dorf eine Schenke, eine Schmiede und ein abgelassener Fischteich. 1790 lebten in Bohuslawicz über 400 Personen. Seit dem 19. Jahrhundert wurde das Dorf als Bohuslavice bezeichnet. 1826 wurde der alte Gemeindespeicher zur Schule umgebaut. Diese zog 1843 in ein neu errichtetes Gebäude ein. Bis zur Mitte des 19. Jahrhunderts blieb das Dorf der Herrschaft Brumov untertänig.
Nach der Aufhebung der Patrimonialherrschaften bildete Bohuslavice/Bohislawitz ab 1850 eine Gemeinde in der Bezirkshauptmannschaft Uherský Brod und dem Gerichtsbezirk Valašské Klobouky. Zwischen 1883 und 1887 wurde die Wlarabahn errichtet; 1888 nahm sie den Verkehr auf. Im selben Jahre wurde ein neues Schulhaus eingeweiht. Besitzer der Güter war von 1856 bis 1876 Simon von Sina, danach bis 1894 dessen Tochter Josepha Iphigenie. Ihr folgte bis 1921 Anton Dreher. Nach dem Tode des Dreher-Enkels und Universalerben Oskar fielen die Güter 1926 seiner Mutter Edeltruda zu, die sie bis 1945 besaß. Seit 1949 war Bohuslavice dem Okres Valašské Klobouky zugeordnet und kam Ende 1960 nach dessen Aufhebung zum Okres Gottwaldov. Zur Unterscheidung von einem weiteren Bohuslavice im selben Besitz erhielt die Gemeinde den amtlichen Namenszusatz nad Vláří. Zwischen 1976 und 2000 war Bohuslavice nad Vláří nach Slavičín eingemeindet.
Seit Beginn des Jahres 2001 bildet Bohuslavice nad Vláří eine eigene Gemeinde.

## Gemeindegliederung
Für die Gemeinde Bohuslavice nad Vláří sind keine Ortsteile ausgewiesen.

## Sehenswürdigkeiten
- Barocke Sandsteinstatue des hl. Florian, geschaffen 1755
- Statue der Jungfrau Maria von Lourdes, aus dem Jahre 1942, neben der Kapelle
- Kapelle der Jungfrau Maria vom guten Rat, geweiht 1942
- Sandsteinkruzifix am Weg nach Popov, geschaffen 1865
- Kruzifix vor dem ehemaligen Kindergarten, errichtet 1935 anstelle eines Holzkreuzes
- Naturschutzgebiet „Pod Vrchy“, mit Population des Kleinen Schneeglöckchens, südöstlich des Dorfes an der Vlára